# Ракочий Григорій Львович
Григорій Львович Рако́чий (1889, с. Настасів, нині Тернопільського району — 10 лютого 1920, с. Ободівка, тепер Тростянецький район, Вінницька область) — український галицький правник, військовик, збирач фольклору, діяч товариства «Просвіта». Співпрацював з Володимиром Гнатюком. Був заступником Державного секретаря військових справ ЗУНР.

## Життєпис
Народився в Галичині: 1889 року в селі Настасів Тернопільського повіту (Королівство Галичини та Володимирії, Австро-Угорська імперія, нині Тернопільського району Тернопільської області, Україна).
Навчався в Тернопільській українській гімназії (1905/1906 навчального року був учнем 5-б класу, його однокласником був, зокрема, Дмитро Ладика), закінчив Львівський університет 1912 року. У 1914 році Наукове товариство імені Шевченка видало збірку щедрівок і колядок (36-й том), у якому було опубліковано народні твори, зібрані Г. Ракочим у рідному селі.
Працював адвокатом у місті Збараж до 1914 року. Після початку Першої світової війни воював у лавах цісарського війська. З кінця 1918 у лавах УГА, став сотником. До повернення Никифора Гірняка — в. о. окружного коменданта Тернополя. Відтак служив у Державному Секретаріаті Військових Справ ЗУНР, був заступником держсекретаря. З УГА перейшов за Збруч. 
Помер 10 лютого 1920 року в с. Ободівка (нині Тростянецького району Вінницької області) від епідемічного висипного тифу.